# Castano Primo
Castano Primo (bis 1864 einfach Castano) ist eine Stadt mit 10.811 Einwohnern (Stand 31. Dezember 2023) in der Metropolitanstadt Mailand, Region Lombardei.
Die Nachbarorte von Castano Primo sind Lonate Pozzolo (VA), Vanzaghello, Magnago, Nosate, Buscate, Cameri (NO), Turbigo, Robecchetto con Induno und Cuggiono.

## Demografie
Castano Primo zählt 4188 Privathaushalte. Zwischen 1991 und 2001 stieg die Einwohnerzahl von 9482 auf 9951. Dies entspricht einem prozentualen Zuwachs von 4,9 %.

## Persönlichkeiten
- Enrico Acerbi (1785–1827), Mediziner